# Edaphosaurus
L'edafosauro (gen. Edaphosaurus) è un tetrapode fossile, appartenente al gruppo dei sinapsidi pelicosauri, vissuto tra il Pennsylvaniano (circa 303 milioni di anni fa) e il Cisuraliano (circa 280 milioni di anni fa) in ciò che è oggi il Nordamerica.

## Un erbivoro dalla "vela"

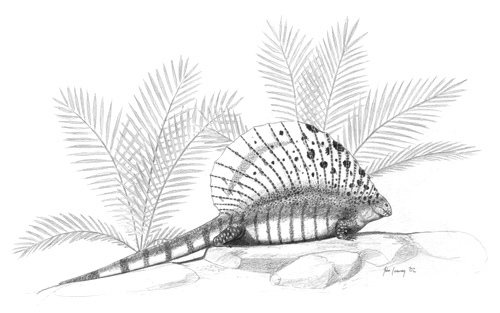
Ricostruzione di Edaphosaurus cruciger

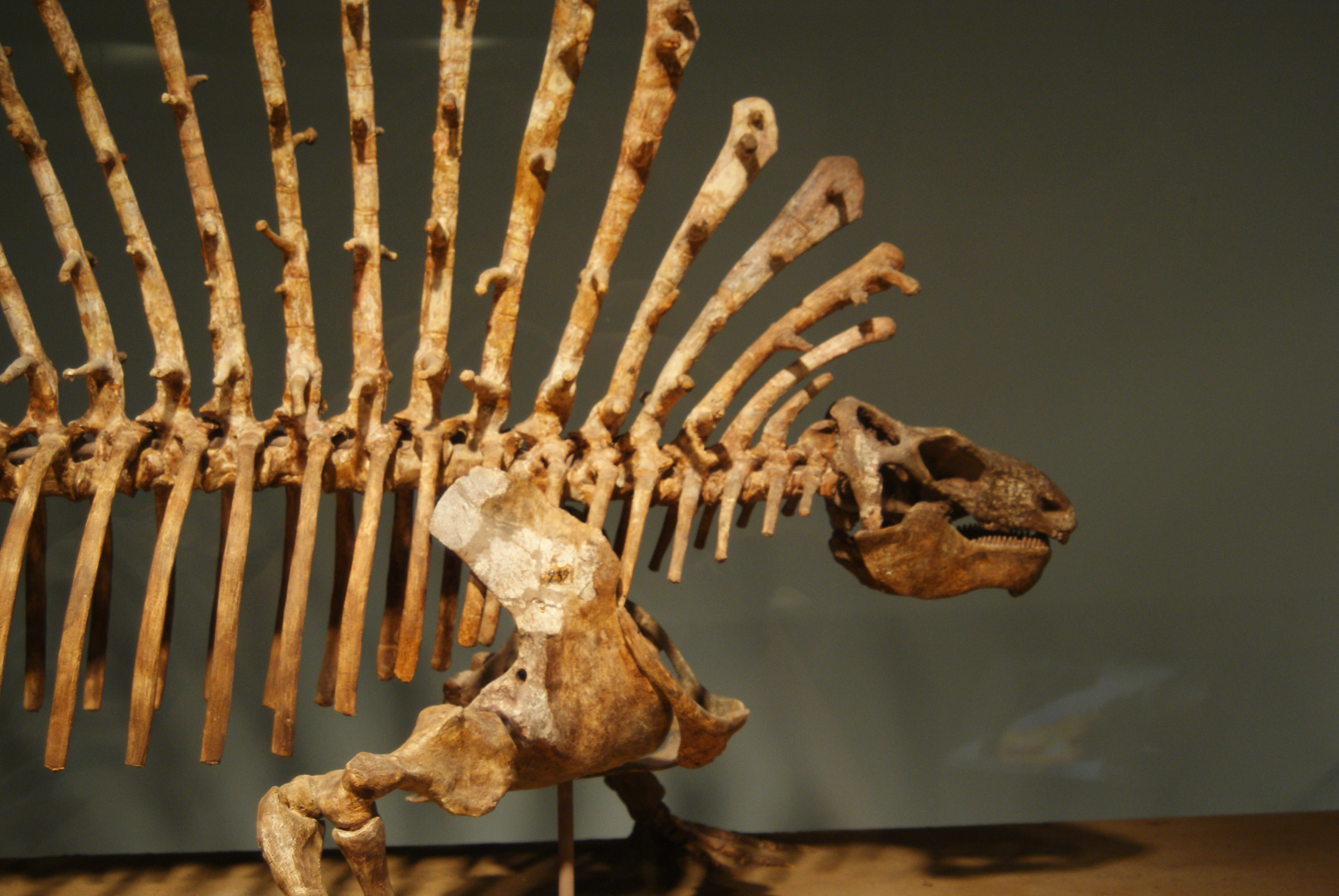
Dettaglio di scheletro, sono osservabili le apofisi vertebrali raggiate

L'aspetto di questo grosso erbivoro richiama alla lontana quello di un altro animale che viveva nello stesso periodo e negli stessi luoghi, il ben noto dimetrodonte, soprattutto per la grande "vela" di pelle retta dalle espansioni superiori delle vertebre. Tuttavia, l'edafosauro ha una morfologia molto diversa da quella del suo "cugino" carnivoro. Benché appartenesse anch'esso ai pelicosauri, un gruppo di animali posti sulla linea evolutiva che porterà poi ai mammiferi, l'edafosauro era molto differente al dimetrodonte per alcune caratteristiche. Innanzitutto il cranio era decisamente più piccolo, dal momento che l'edafosauro era erbivoro, e non aveva denti aguzzi ma piccoli denti a forma di scalpello sulla parte anteriore. Il palato, invece era ricoperto da denti smussati per triturare il fogliame. Anche la vela era diversa: quella dell'edafosauro era più bassa e allungata, e le "spine" che la reggevano erano più robuste e dotate di strane espansioni incrociate a forma di mazze.
La presenza delle vertebre allungate sconcertò i paleontologi autori del primo ritrovamento. Varie teorie furono proposte per spiegare la funzione di una struttura così vistosa, ma attualmente la più quotata è quella che vedrebbe la vela come uno scambiatore di calore. Posizionato di fronte al sole l'animale disperdeva il calore, mentre se posto "di profilo" poteva aumentare la sua superficie e di conseguenza aumentare il calore corporeo.

## Specie

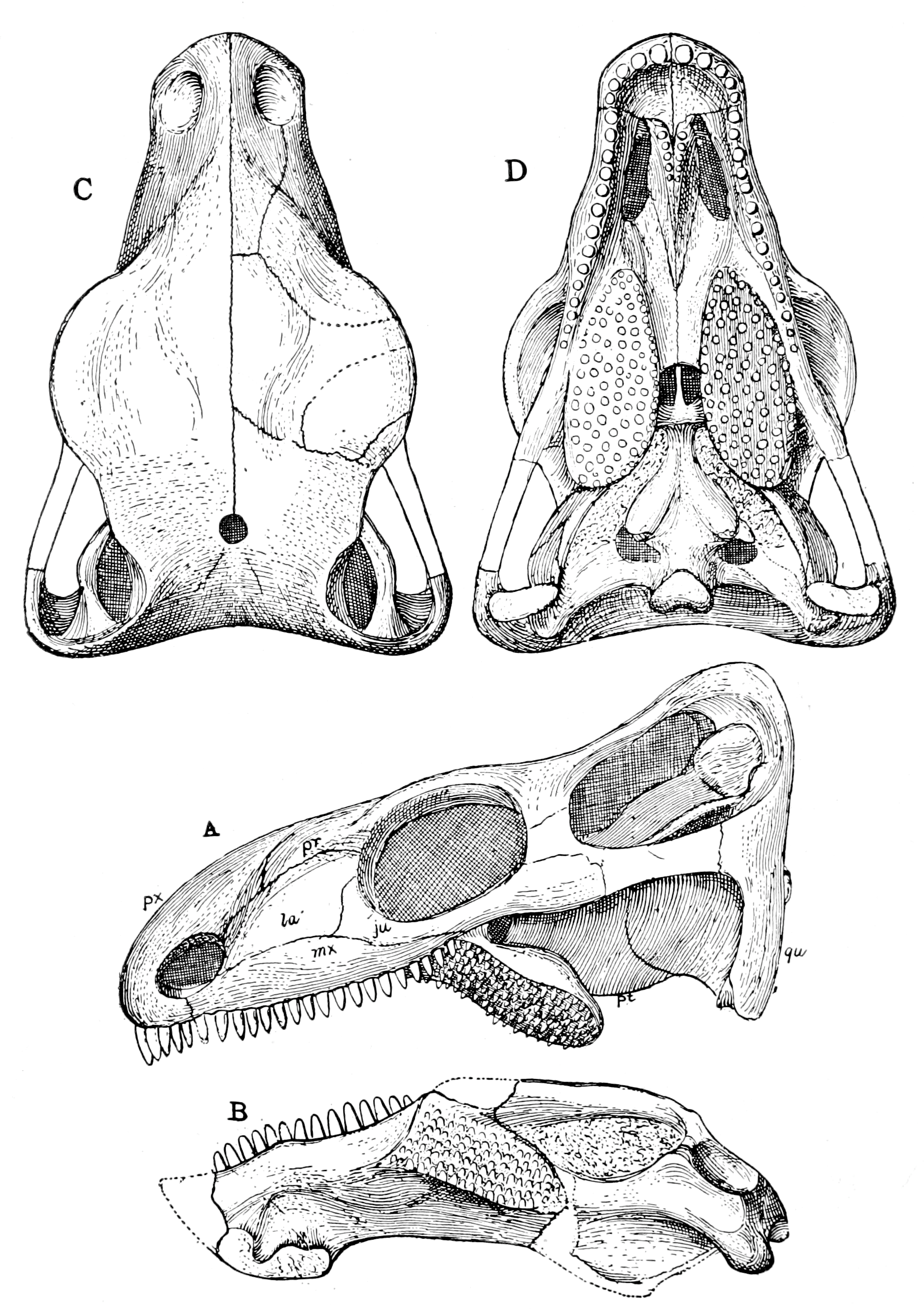
Illustrazioni del cranio mostranti la peculiare dentatura

Il corpo dell'edafosauro era lungo e piuttosto largo, caratteristico di un animale erbivoro; l'edafosauro, infatti, era uno dei primi animali erbivori apparsi sulla terraferma, insieme al diadecte (Diadectes). Le prime forme di edafosauro sono note attraverso resti frammentari rinvenuti in terreni del Carbonifero superiore, e rappresentano piccoli animali non più lunghi di un metro. Durante il Permiano inferiore, invece l'edafosauro sviluppò forme molto grandi, come Edaphosaurus cruciger ed Edaphosaurus pogonias, lunghe anche 3,2 metri. Edaphosaurus pogonias è la specie tipo, rinvenuta nei terreni del Texas. Un'altra specie, Edaphosaurus claviger, più piccola e rinvenuta in terreni più antichi, è stata in passato classificata come un genere a sé stante, Naosaurus.